# Maracanaú
Maracanaú is een gemeente in de Braziliaanse deelstaat Ceará. De gemeente telt 224.804 inwoners (schatting 2017).

## Aangrenzende gemeenten
De gemeente grenst aan Caucaia, Fortaleza, Itaitinga, Maranguape en Pacatuba.